# Lay It on the Line
«Lay It on the Line» —en español: «Ponerlo sobre la línea»— es una canción escrita por Rik Emmett e interpretada por la banda canadiense de hard rock Triumph.  Aparece originalmente como la segunda pista de su tercer álbum de estudio Just a Game, publicado en 1979 por Attic Records en Canadá y RCA Records en los Estados Unidos.

## Publicación y contenido
En 1979 fue lanzado al mercado «Lay It on the Line» como el segundo sencillo de Just a Game.  En el lado B de este vinilo se incluyó la canción «American Girls» —la cual sería publicada como sencillo en Europa tiempo después—,  compuesta por Gil Moore.

## Recepción
Al igual que su antecesor, «Lay It on the Line» también logró entrar en los listados de éxitos en Canadá, sin embargo, al contrario de «Hold On», solamente alcanzó el lugar 72.º en febrero de 1980.  Meses antes, pero en los EE. UU., este tema consiguió posicionarse en el 86.º puesto del Billboard Hot 100.

## Lista de canciones

### Lado A
| side one |                      |              |               |          |  |
| N.º      | Título               | Escritor(es) | Voz principal | Duración |  |
| 1.       | «Lay It on the line» | Rik Emmett   | Rik Emmett    | 3:45     |  |

### Lado B
| side one |                  |              |               |          |  |
| N.º      | Título           | Escritor(es) | Voz principal | Duración |  |
| 2.       | «American Girls» | Gil Moore    | Gil Moore     | 4:30     |  |

## Créditos
- Rik Emmett — voz principal (en la canción «Lay It on the Line»), guitarra acústica, guitarra eléctrica y coros.
- Gil Moore — voz principal (en la canción «American Girls»), batería y coros.
- Mike Levine — bajo, teclados y coros

## Listas
| Año  | País           | Lista                        | Posición máxima |
| ---- | -------------- | ---------------------------- | --------------- |
| 1979 | Estados Unidos | Billboard Hot 100            | 86.º            |
| 1980 | Canadá         | RPM Magazine Top 100 Singles | 72.º            |